# Fons (Friesland)
Fons (Fries: Fûns [foens]) is een buurtschap in de gemeente Leeuwarden, in de Nederlandse provincie Friesland. Fons ligt ten zuidwesten van de stad Leeuwarden tussen Hijlaard en Jorwerd aan de doodlopende weg de Fûns binnen het dorpsgebied van Jorwerd. Tussen Fons en de Jorwerdervaart ligt een opvaart de in ieder geval tot 1929 de Fonser Opvaart (Fries: Fûnser Opfeart) werd genoemd.
Fons verkreeg buiten Friesland enige bekendheid nadat de schrijver Geert Mak een boek over Jorwerd en omgeving (inclusief Fons) had geschreven.

## Geschiedenis
De buurtschap is ontstaan op een terp, een opgeworpen heuvel in het landschap. Uit onderzoek bleek dat de terp waarschijnlijk in het midden van de ijzertijd werd opgeworpen. In 1386 werd de plaats vermeld als Foeldinze, in 1419 als Faltinsze, in 1469 als Fowns en Fondens en in 1543 als Fons. De plaatsnaam verwijst naar Foldingi, in het Fries Foldens, wat een afleiding is van de persoonsnaam Foldo of Folde, in de betekenis van 'volk'.
Rond 1450 was er sprake van een stins in Fons, die ook wel bekend staat als de Fonsstins of Fondens. De stins was een verstevigd stenen huis dat rond die tijd bewoond zou zijn door Doecke Fons. In 1500 overleed ene Liwa à Fondens (Lieuwe Fondens) die eigenaar was van de stins, maar er niet zelf woonde. Hij woonde samen met zijn vrouw in de Fockema State, die in 1533 geërfd werd door een Hotthio à Fondens (Hotze Fons), maar een verwijzing naar de stins was er bij de erfenis niet. In 1529 was er wel sprake van de Fondensera state, waarschijnlijk vernoemd naar de persoon en/of de familie. In 1543 werd de plaats vermeld als Fonsera huys ofte staete en bewoond door de familie Fons. De oudste vermelding van het geslacht is de in 1390 geboren Folkert Fondens. 
Op de kaart van Schotanus uit 1664 werd de oude stins of state niet aangegeven. Schotanus wees veel oude en verdwenen plekken aan, hierdoor is de precieze plek van de stins niet bekend. In 1529 viel op te maken dat de Fondensera State het recht op de zwanenjacht verleend was. Dit recht gold over het gebied van het Hemstra cruys in het zuiden, Hoptille en Poptai in het westen, en Tzumgera ende Weyduma in het oosten. 
Bij de volkstelling in 1840 stonden er in de buurtschap een viertal huizen met 24 inwoners. Volgens allecijfers.nl op basis van CBS- en kadastergegevens zijn er in 2024 een vijftal adressen; vier boerderijen en een huis.
Steden, dorpen en gehuchten: Aegum · Baard · Beers · Britsum · Cornjum · Finkum · Friens · Goutum · Grouw · Hempens · Hijlaard · Hijum · Huins · Idaard · Irnsum · Jellum · Jelsum · Jorwerd · Leeuwarden · Lekkum · Lions · Mantgum · Miedum · Oosterlittens · Oude Leije · Roordahuizum · Snakkerburen · Stiens · Swichum · Teerns · Warstiens · Wartena · Warga · Weidum · Wirdum · Wytgaard

Buurtschappen: Abbengawier · Angwier · Baardburen · Bartlehiem (deels) · Barrahuis · De Hem · Domwier · Fons · Groote Bontekoe · Gotum · Hezens · Horne · Hofland · Hoptille · Marwird · Midsburen · Naarderburen · Noordend · Oude Schouw (deels) · Poelhuizen · Rewerd (deels) · Schillaard · Schrins · Tichelwerk · Tjaard · Tjeintgum · Truurd · Tsienzerburen · Vensterburen · Vierhuis · Vrouwbuurtstermolen (deels) · Wammerd · Wiel · Wieuwens · Wilaard · Zuiderburen · Zuiderend

Voormalige buurtschappen: De Drie Romers · Hoek

Friesland: Steden en dorpen      Nederland: Provincies · Gemeenten